# 앱북
앱북(app book)은 응용 프로그램을 뜻하는 '애플리케이션'과 책이란 뜻의 '북'을 합친 용어로, 스마트폰 앱처럼 다양한 기능을 갖춘 책을 뜻한다. 대한민국 내에서는 2010년 앱북 개발사가 기존의 디지털 콘텐츠, 전자책과 구분하기 위해 이 단어를 쓰기 시작했다.

## 개요
|        | 앱                                                            | 앱북                                             | 전자책                                             |  |
| ------ | ------------------------------------------------------------- | ------------------------------------------------ | -------------------------------------------------- |  |
| 형태   | 스마트폰이나 태블릿PC, PC용 앱                                | 스마트폰이나 태블릿PC용 앱                       | EPUB, PDF, TXT 등 텍스트 중심                      |  |
| 판매처 | 구글 플레이, 애플 앱스토어, 삼성 앱스 등 각종 앱 장터         | 각종 앱 장터                                     | 전자책 서점(교보문고, 예스24, 알라딘, 인터파크 등) |  |
| 분야   | SNS, 메신저, 저작도구, 미디어 플레이어, 콘텐츠 뷰어, 개발도구 | 잡지, 사전, 소설, 학습서, 문제집, 교과서 등 다양 | 앱북처럼 다양한 분야의 책이 있지만, 주로 소설      |  |

앱북은 아이폰과 아이패드용 앱을 찾을 수 있는 애플 앱스토어에 있는 '도서'란에서부터 출발했다. 초창기에 앱북은 M북, 웹북, 모바일북, 도서 앱, 북 앱 등 다양하게 불렸다. 특히 한국에서는 2010년 앱북 개발사가 기존의 디지털 콘텐츠, e북과 구분하기 위해 이 단어를 쓰기 시작했으며, 손으로 누르거나 좌우상하로 움직이면 반응하는 책이라는 뜻으로 사용하였다.
앱북은 기본적으로 모바일 앱이라는 형식에 기성의 책을 담고 있는 미디어이다. 이를 통해 기존의 종이책의 내용을 그대로 가져오는 것이 아니라, 모바일 앱의 다양한 기능과 확장성을 이용한다. 앱북은 최근 전자책 시장에서 전망있는 사업으로 떠오르고 있으며, 특히 동화 앱북이 각광받고 있다. 앱북은 기존 전자책이 삽화나 사진 등의 이미지만을 제공하던 것에서 벗어나, 멀티미디어 파일을 삽입해 동영상, 음악, 효과음, 슬라이드 이미지, 웹페이지, 지도, SNS 등을 삽입하거나 연결할 수 있고, 실시간으로 변화하는 동적인 정보도 삽입해 제공할 수 있으며, 움직임이 있는 애니메이션을 구현하고 터치에 반응하는 인터랙티브 기능도 넣을 수 있다. 이에 따라 편집자의 능력이나 저작툴의 기능에 따라 구현하고자 하는 바를 최대한 이루어낼 수 있다. 스마트폰이나 태블릿의 터치 인터페이스 AR과 GPS를 활용하기도 한다.

## 제작 과정
일반적인 앱북의 제작, 유통 과정
1. App-Book을 등록하기 위해 App-Book 유통 회사 알아보기.
2. 그 회사의 에디터를 사용하여 앱북을 제작하기 ; MBook Harmony의 앱북 에디터는 Mbook Editor
3. 앱의 유통 방식 정하기 : 단일앱, 스토어앱 등
4. 앱북 등록
구체적인 앱북의 제작 과정
Adobe Digital Publishing Suite CS 5.5 버전 기준. 이미지 제작 및 편집: Photoshop, 레이아웃 구성과 인터랙티브 기능 설정: Indesign, 앱북 제작을 위한 등록과 업로드: Adobe 사이트 경유
1단계: 앱북의 기획 및 내용 구성
2단계: Indesign으로 레이아웃 구성
3단계: 인터랙티브 요소 설정
4단계: 폴더 구조 조직
5단계: Folio Builder로 업로드
6단계: 파일 실행 및 태블릿 PC에서 동작 확인

## 장점 및 전자책과의 차이점
| 분류         | eBook                                           | App Book                               |
| ------------ | ----------------------------------------------- | -------------------------------------- |
| 제공형태     | eBook 전용파일 포맷                             | 모바일 애플리케이션 형태               |
| 주요분야     | 단행본, 메뉴얼 등                               | 유아용 도서, 잡지, 학습지 등           |
| Device       | eReader에 최적화. 스마트폰, 태블릿PC 활용 가능  | 스마트폰, 태블릿PC                     |
| 스크린사이즈 | 리플로우 기능 제공                              | 스크린사이즈별로 별도 제작             |
| 특징         | 텍스트, 이미지 위주의 콘텐츠 표현에 적합        | 상호작용 및 고품질 콘텐츠 표현에 적합  |
| 단점         | 다양한 레이아웃 표현 부족, 인터랙티브 기능 한계 | 제작기간 소요, 플랫폼 별 포팅 어려움   |
| 유통경로     | 아마존 등 eBook 유통업체                        | AppStore 등 모바일 애플리케이션 스토어 |

### 제작 방식
앱북과 전자책은 제작 방식에 있어서 차이점을 보인다. 모든 전자책들은 EPUB만을 사용해서 만들어진다. 반면, 앱북은 EPUB를 사용할 수도 있으나, 개인이 만든 저작툴을 이용하기도 한다. 이러한 제작 방식의 특징으로 인해 기존의 까다로운 출판 방식에서 벗어나서 개인이 직접 출판할 수 있게 되었다.

### 컨텐츠
앱북은 컨텐츠에 있어서 전자책과 많은 차이를 보이는데, 전자책은 기본적으로 기성 책들을 그대로 옮겨 스마트 플랫폼에서 볼 수 있는 형태로 제공되기에 일반적으로 그 내용이 기존의 책들과는 차이점을 보이지 않는다. 반면, 앱북은 기존의 책을 그대로 옮기는 방식도 있으나 기존의 책들과는 다른 컨텐츠를 포함하기도 한다. 많은 기업들에서 콘텐츠를 중심으로 서비스, 비즈니스, 이용자 참여를 유도할 수 있는 플랫폼으로써 앱북을 택하고 있다.

### 수익 구조
기존의 전자책은 유료로 제공되며 결제 이후에 다운로드해서 보는 방식이었다. 앱북 또한 초기에는 유료 앱 판매를 통해 수익을 창출했으나, 점차 무료 앱에 인앱 결제(앱 내에 부분결제가 이루어지는 방식)를 통한 수익 획득 구조로 나아가고 있다.

### 플랫폼
전자책의 경우 기존의 출판물들을 PDF 파일로 변환한 뒤, ePUB 규격에 맞춰 그대로 옮기는 것이 주를 이루었다. 이렇게 만들어진 전자책은 우선적으로 그것을 볼 수 있는 단말기를 필요로 했으며, 단순 변환으로 인한 전자책 자체의 품질 하락 문제 또한 발생했다. 이는 PDF의 특징인 불변성 때문이었고, ePUB가 갖고 있는 변형 가능성을 전혀 발휘할 수 없게 만들었다. 그러나 앱북의 경우 완전히 다른 하나의 앱을 만듦으로써 ePUB를 최대한으로 활용할 수 있으며 또한 ePUB를 사용하지 않고 자체적인 저작툴을 사용하거나 새로운 방식의 앱을 만들어 제작할 수 있다는 장점이 존재한다.

### 유통 경로
앱북은 기존의 전자책과 다른 유통 경로를 택한다. 일반적인 전자책이 아마존을 위시한 인터넷 서점들을 통해 유통되는데 반해, 앱북은 애플 앱스토어, 구글 플레이, 아마존 앱스토어와 같은 애플리케이션 마켓을 통해 다운로드 형태로 유통된다. 이에 따라 제작사 측에서 가져가는 이윤 비율이 높고 독립적인 마케팅과 가격 책정이 가능하다는 장점이 있다. 일반적인 애플리케이션 마켓에서는 앱 개발사가 가져가는 수익의 비중이 70% 정도로 일반 전자책에 비해 높은 수준이다.
상기한 차이점은 앱북이 수출에 있어서도 이점을 갖도록 한다. 국내의 많은 업체들이 중국 도서 시장의 공략 방법으로 앱북을 활용하는데, 이는 중국 정부가 종이책이나 전자책에 대해서는 엄격히 통제하고 있으며 외산 출판물에 대해 배타적이기 때문이다. 반면 앱북은 애플의 승인만 받으면 앱스토어에 앱을 올릴 수 있어 중국의 출판물 통제 대상이 되지 않는다는 점이 앱북을 수출하는 데 이점으로 작용한다.

## 단점
1. 일일이 프로그래밍을 해야 하기에 앱북은 개발 비용과 기간이 많이 소요된다.
2. 유지 및 관리의 문제점이 존재한다. 지금까지 출판된 앱북 중 일부는 계속해서 업그레이드되고 있는 새로운 플랫폼에서 구동 문제가 발생하기도 하며, 이에 따라 이미 출판된 앱북들도 꾸준한 관리가 필요하다.
3. OS별로 별도의 앱북을 제작해야 한다.

## 현황 및 전망

### 현황
앱북은 현재 다음 세 가지 방식으로 제작 및 유통되고 있다.
```
1) 앱스토어를 통한 독립적인 방식의 배포
2) 메뉴얼 혹은 비영리목적의 정책 자료 등을 앱으로 변환하여 무상 배포
3) 이북 관련 앱에서 부분 결제 방식으로 배포
```

앱스토어를 통한 독립적인 방식의 배포의 경우, 독립적인 서비스와 기능을 제공할 수 있다는 장점과 함께 단점으로는 마케팅 부담, 유지 및 보수에 따르는 비용과 운영인력 등이 있다. 메뉴얼 혹은 비영리 목적의 정책 자료 등을 앱으로 변환한 앱북의 경우, ePUB나 PDF 방식을 사용한다. 목적이 앱의 다운로드시 결제를 통한 이윤 획득이 목표가 아니기에 무료로 배포된다. 현재 가장 광범위하게 앱북 시장에서 채택되고 있는 유통 방식은 세 번째, 이북 관련 통합 앱을 통한 배포이다. 해외의 사례로는 애플의 iBooks, 디즈니의 Disney Digital Books가 있으며, 국내의 경우에는 네이버 북스, 교보문고, 리디북스, 레진코믹스, 카카오페이지 등이 있다.

### 전망
초기 앱북은 한 권씩 출시되었다. 시리즈물의 경우에도 하나로 묶여 나오는 것보다는 낱궡으로 나오는 것이 일반적이었다. 그러나 이제는 비슷한 책이 하나의 앱에 묶여서 출시된다. 대표적인 사례로는 열린책들의 '세계문학', 열림원의 '쥘베른 걸작선', 대원씨아이의 '열혈강호', 위즈덤하우스의 '빨간책방', 민음사의 '이문열 중국 고전' 등이 있다. 삼성출판사는 '핑크퐁' 시리즈를 종류별로 묶어서 앱으로 출시했는데, 이는 전래동화 오디오북 27편을 하나의 앱북으로, 영어동화 32편을 다른 하나의 앱북으로 만드는 방식이다.
이러한 현상은 기성 출판사들의 앱북 진출에서만 나타나는 것이 아니다. 앱북 개발사들은 출시하는 앱의 수를 줄이는 대신, 자사의 앱북을 모두 아우르는 통합 앱을 만들기 시작했다. 블루핀의 '키즈월드'와 북잼의 통합 앱이 대표적인 사례이다. 이에 따라 앞의 단점에서 제시되었던 플랫폼별 문제가 해결될 것으로 보인다. 지금까지는 애플의 iOS에서 구매한 앱북을 안드로이드 기반 스마트폰에서는 사용할 수 없어 안드로이드 버전을 재구매해야 했다. 그러나 앱북이 마치 서점과도 같은 통합 앱을 출시하고 그 안에 들어가는 형태로 바뀌게 되면 구글 플레이스토어에서 구매한 책을 아이폰에서도 읽을 수 있게 된다.

### 국내 전망
아마존의 킨들(Kindle)을 위시한 전자책 전용 단말기가 성공적으로 보급되고 전자책 시장이 활성화되어 있는 해외 상황과 비교했을 때 상대적으로 국내는 전자책 단말기와 컨텐츠 모두가 활성화되어 있지 못하고 있다. 이러한 상황은 크게 세 가지의 요인으로 제시할 수 있다.
1. 세계 어느 나라보다 잘 갖추어진 유선 및 무선 초고속 인터넷 망과 결합된 높은 수준의 스마트폰 보급률
2. 한국 국민들의 적은 독서량
3. 전자책 전용 단말기를 통한 독서의 별도의 비용(단말기 비용 및 전자책 구매 비용)에 따른 경제적 부담

이에 따라 별도의 단말기 구매 없이 기존의 스마트폰으로 앱을 다운받아 사용할 수 있는 앱북이 국내의 전자책 시장에서의 새로운 활로가 될 것으로 여겨지고 있다.

## 같이 보기
- 구텐베르크 프로젝트
- 전자책
- 오디오북
- 전자종이